# Hamburgische Rettungsmedaille

Grafische Darstellung der Hamburgischen Rettungsmedaille

Die Hamburgische Rettungsmedaille wurde von Rudolf Bosselt gestaltet und erstmals 1903 verliehen.  Infolge der Machtergreifung durch die Nationalsozialisten und des baldigen Verbots, Landeseigene Orden und Ehrenzeichen zu stiften, verlor auch Hamburg die Verleihungsbefugnis hinsichtlich seiner Rettungsmedaille. So wurde vom 22. Juni 1933 bis zum 3. Mai 1945 reichseinheitlich nur die Rettungsmedaille (1933) für Rettungstaten verliehen. Der 3. Mai wird, im Gegensatz zum sonst üblichen 8. Mai 1945, deshalb als Stichtag genannt, weil an diesem Tag der Befreiung der Stadt Hamburg alljährlich gedacht wird. Mit Beschluss des Hamburger Senats vom 2. Oktober 1951 wurde dann die Verleihung der Hamburgischen Rettungsmedaille wieder aufgenommen. Seitdem wird die Rettungsmedaille wieder für Anerkennung für unter eigener Lebensgefahr ausgeführte Rettung eines Menschenleben auf dem Landesgebiet von Hamburg verliehen. Hamburg differenziert dabei folgende Abstufungen bei der Lebensrettung:
1. die Hamburgische Rettungsmedaille,
2. die Anerkennungsurkunde und das
3. Belobigungsschreiben.

## Rettungsmedaille

### Verleihungsvoraussetzungen
Die Rettungsmedaille wird nur verliehen, wenn sich der Retter unter erheblicher eigener Lebensgefahr bei der Rettungstat befunden hat. Die Rettung muss zudem auf dem hamburgischen Landesgebiet stattgefunden haben, wobei die deutsche Staatsangehörigkeit des Retters keine Verleihungsvoraussetzung ist. Die Medaille wird ebenso für Rettungstaten auf hoher See verliehen, wenn die Rettung von einem Schiff aus erfolgte und der Heimathafen des betreffenden Schiffes Hamburg ist. Im Übrigen kann die hamburgische Rettungsmedaille nur einmal an ein und dieselbe Person verliehen werden.

### Verleihungsausschluss, Ausnahmen, Aussetzung
Die Hamburgische Rettungsmedaille wird nicht an Personen verliehen, denen aus beruflichen oder dienstlichen Gründe der Schutz des Lebens anderer aus diesen Gründen anvertraut ist und die bei der zugrundeliegenden Rettungstat nur in Ausübung ihres Dienstes gehandelt haben. Die Medaille kann unter diesen Umständen nur verliehen werden, wenn der Retter bei der Rettungstat die ihm obliegenden Dienst- oder Rettungspflichten erheblich überschritten hat. Jugendliche Retter, die das 18. Lebensjahr noch nicht vollendet haben, wird die Rettungsmedaille nicht verliehen, sondern bis zur Vollendung des 18. Lebensjahres ausgesetzt. Sie erhalten stattdessen eine öffentliche Belobigung und gegebenenfalls ein Geschenk.
In jedem Fall wird die Verleihung der Rettungsmedaille im Amtlichen Anzeiger öffentlich bekannt gegeben.

### Rückwirkende Verleihungen
Zurückliegende Rettungstaten, die seit dem 22. Juni 1933 (Beginn der Verleihung der Rettungsmedaille 1933) bis 3. Mai 1945 ausgeführt worden sind und eine staatliche Anerkennung nach sich gezogen haben, können nachträglich anerkannt werden. Die Rettungsmedaille kann in diesen Fällen beantragt und umgetauscht werden. Andere Rettungstaten werden dagegen nur anerkannt, wenn seit der Rettungstat nicht mehr als ein Jahr vergangen ist.

### Form, Beschaffenheit und Trageweise
Die Rettungsmedaille besteht aus Silber und hat einen Durchmesser von 37 mm. Auf ihrer Vorderseite zeigt sie erhaben geprägt das große Hamburgische Staatswappen mit obiger Umschrift: FREIE UND HANSESTADT HAMBURG Unter dem Staatswappen ist die Inschrift: Für Rettung aus Gefahr zu lesen. Die Rückseite der Medaille enthält eine bildliche Darstellung deren zentraler Mittelpunkt einen nackten, knienden Mann darstellt, der mit den Fangarmen eines Kraken kämpft. Auch diese Symbolik ist erhaben geprägt. Getragen wird die Medaille an der linken Brustseite an einem roten Band, welches von zwei weißen Mittelstreifen durchzogen ist.

### Verleihungsprozedere
Die Verleihung der Rettungsmedaille geschieht durch den Senat mit entsprechenden Besitzzeugnis. Die Medaille geht dabei in das Eigentum des Beliehenen über. Nach seinem Tod verbleibt es den Hinterbliebenen als Andenken. Nach der Verleihung wird ein sogenanntes Namensverzeichnis im Staatsarchiv der Hansestadt Hamburg angelegt und unbefristet aufbewahrt.

## Anerkennungsurkunde
Die Anerkennungsurkunde wird in diesen Fällen verliehen, wenn die zugrundeliegende Rettungstat nicht erfolgreich war oder sich der Retter in minder schwerer Lebensgefahr befunden hat. In diesen beiden Fällen wird dem Retter vom Präsidenten des Senats unterzeichnete Anerkennungsurkunde zu Teil.
Reichen die Voraussetzungen nicht für eine Anerkennungsurkunde, so tritt an dessen Stelle das Belobigungsschreiben.

## Belobigungsschreiben
Sind die Voraussetzungen für eine Anerkennung der Rettungstat nicht gegeben, rechtfertigt aber das Verhalten des Retters dennoch eine staatliche Anerkennung, so wird dem Retter seine Tat mit einem Belobigungsschreiben gewürdigt. Im Übrigen gelten hierbei die gleichen Verleihungsprozedere wie bei der Anerkennungsurkunde. Neben der Rettungsmedaille, der Anerkennungsurkunde und dem Belobigungsschreiben kann der Retter zusätzlich mit einem Geschenk geehrt werden.

## Dokumentierte Preisträger
- 1935: Ernst [Richard Heinrich] Blunck, Kriminalbeamter[4]
- 1954: Arto von der Meirschen, Vorstand der DLRG Altona[5]